# Богомолов, Константин Сергеевич
Константин Сергеевич Богомо́лов (1913—1981) — советский учёный в области физики фотопроцессов и радиографии.

## Биография
Родился 11 (24) августа 1913 года в семье педагогов-филологов. В 1936 году окончил МГУ имени М. В. Ломоносова (поступив сразу на 3-й курс), в 1933—1966 годах работал в НИКФИ, а потом — в ГосНИИхимфотопроекте. Член КПСС с 1953 года.
Защитил диссертацию на степень доктора физико-математических наук «Фотографическое действие ионизирующих частиц» 
Ряд его трудов посвящён разработке и усовершенствованию светочувствительности эмульсионных слоёв киноплёнок. Под его руководством разработан отечественный технологический процесс синтеза фотографических светоэмульсий для кино и рентгеновских плёнок. В 1948 году стал лауреатом Сталинской премии третьей степени — за разработку и внедрение в промышленность новых типов фотоплёнки.
Умер в понедельник 7 сентября 1981 года. Похоронен на Введенском кладбище (уч. 11).

## Награды и премии
- Сталинская премия третьей степени (1948) — за разработку и внедрение в промышленность новых типов киноплёнки.